# Marmylida hilaroides
Marmylida hilaroides är en skalbaggsart som beskrevs av Rigout 1984. Marmylida hilaroides ingår i släktet Marmylida och familjen Cetoniidae. Inga underarter finns listade i Catalogue of Life.